# Medalla por los 100 Años del Ferrocarril Transiberiano
La Medalla por los 100 Años del Ferrocarril Transiberiano (en ruso: юбилейная медаль «100 лет Транссибирской магистрали») es una medalla conmemorativa estatal de la Federación de Rusia creada para conmemorar el centenario del Ferrocarril Transiberiano. Fue establecido el 27 de junio de 2001 mediante Decreto Presidencial  N.º 777.

## Estatuto
Según su estatuto de concesión la Medalla por los 100 Años del Ferrocarril Transiberiano se otorga a los trabajadores ferroviarios que hayan trabajado impecablemente en la industria durante veinte años o más, así como a otros ciudadanos que hayan hecho una contribución significativa al desarrollo del Ferrocarril Transiberiano.
El Decreto Presidencial n.º 1099 de 7 de septiembre de 2010 eliminó la medalla de la lista de premios estatales de la Federación de Rusia, con lo que actualmente ya no se otorga.
La medalla se lleva en el lado izquierdo del pecho y, si hay otras medallas de la Federación de Rusia, se coloca después de la Medalla Conmemorativa del 850.º Aniversario de Moscú.
Cada medalla venía con un certificado de premio, este certificado se presentaba en forma de un pequeño folleto de cartón de 8 cm por 11 cm con el nombre del premio, los datos del destinatario y un sello oficial y una firma en el interior.

## Descripción
La Medalla por los 100 Años del Ferrocarril Transiberiano es una medalla circular de plata de 32 mm de diámetro con un borde convexo por ambos lados.
En el anverso de la medalla hay una imagen de una locomotora con un tren moviéndose hacia la derecha. En la parte superior, en el centro, se encuentra el antiguo emblema de Siberia (dos sables que sostienen una corona, el arco y las flechas). A lo largo de la circunferencia de la medalla - la inscripción: «100 años del Ferrocarril Transiberiano».
En el reverso de la medalla, en el centro, se encuentran los números «1901» y «2001», entre los cuales hay una imagen de un martillo cruzado y una llave inglesa.
La medalla está conectada con un ojal y un anillo a un bloque pentagonal cubierto con una cinta de muaré de seda hecha de franjas longitudinales igualmente anchas de verde, negro y plata. Ancho de la banda - 24 mm.